# Macchi M.33

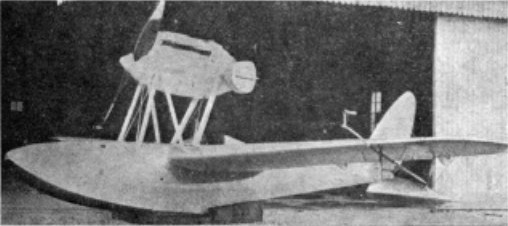
Un Macchi M.33 en tierra.

El Macchi M.33 fue un hidrocanoa de competición italiano, que participó en la convocatoria del Trofeo Schneider de 1925.

## Diseño y desarrollo
El Macchi M.33 fue un hidrocanoa monoplaza de madera, con ala alta y líneas aerodinámicas muy limpias para su época. Su ala cantilever era bastante gruesa y en cada lado llevaba flotadores para estabilización. Italia no tenía motores de carrera adecuados en 1925, por lo que el Macchi M.33 fue propulsado por un motor Curtiss D-12 usado de 1923, con una potencia de 507 cv (378 kW) e instalado dentro de una góndola aerodinámica montada sobre pilones encima del fuselaje, que impulsaba una hélice bipala tractora. El Macchi M.33 tenía un radiador de planchas metálicas, un tipo que ya era obsoleto en 1925, en lugar de los modernos radiadores de superficie.
Los motores D-12 que propulsaban a los Macchi M.33 estaban desgastados y no eran fiables, además de faltarles la potencia de los nuevos motores extranjeros, mientras que los pilotos reportaron que el avión padecía de vibraciones en las alas.

## Historial operativo
A pesar de las limitaciones del Macchi M.33, Italia inscribió a los dos aviones en la carrera por el Trofeo Schneider de 1925, disputada en Shore Park Bay, Baltimore, Maryland. El avión pilotado por Riccardo Morselli no pudo participar en la carrera debido a problemas en el sistema de ignición del motor. Giovanni de Briganti pilotó al otro Macchi M.33; durante la carrera, no aceleró al máximo por temor a los problemas del motor y las alas de su avión, siendo también demorado por un error de navegación que cometió durante la segunda vuelta de las siete que tenía la carrera. Llegó en tercer lugar con una velocidad promedio de 271 km/h (168 millas/hora); estaba muy por debajo del segundo lugar, un Gloster IIIA británico pilotado por Hubert Broad, que llegó con una velocidad promedio de 321 km/h (199 millas/hora), sin mencionar al ganador, un Curtiss R3C-2 estadounidense pilotado por James H. Doolittle que terminó la carrera con una velocidad promedio de 374 km/h (233 millas/hora).
El Macchi M.33 de De Briganti fue el último hidrocanoa en participar en las carreras por el Trofeo Schneider.

## Especificaciones
Referencia datos: 

### Características generales
- Tripulación: 1
- Longitud: 7,72 m
- Envergadura: 8,69 m
- Peso vacío: 1.035 kg
- Peso cargado: 1.365 kg
- Planta motriz: 1× Curtiss D-12, de 12 cilindros en V.
  - Potencia: 500 cv (378 kW)

### Rendimiento
- Velocidad máxima operativa (Vno): 270 km/h